# Jamel Artis
Jamel Artis (Baltimora, 12 gennaio 1993) è un cestista statunitense.

## Palmarès
- Coppa del Kosovo: 1

Trepca: 2023